# Griphopithecus
Griphopithecus je rod vyhynulých úzkonosých primátů, žijící ve středním miocénu (před 13,5 - 17 miliony let) v jihozápadní Asii a ve střední Evropě. Jedná se o dosud nejstaršího známého zástupce nadčeledi Hominoidea mimo Afriku.
Rozeznán byl již na počátku 20. století, přesto jsou jeho doklady dosud značně nekompletní a útržkovité. Představují je převážně jen zlomky čelistí a izolované zuby, zatímco části postkraniální kostry jsou zachycovány zcela výjimečně.

## Nálezy
Griphopithecus byl popsán již v roce 1902 podle nálezu izolované stoličky z lokality Sandberg u Devínské Nové Vsi na Slovensku.
Další nálezy pochází z Rakouska (Kleinhadersdorf), Německa (Engelswies) a Turecka (Paşalar, Çandir), jedná se tudíž o poměrně rozšířený rod.
Lokalita Kleinhadersdorf vydala kromě několika zubů též loketní a pažní kost. Nejčetnější doklady ovšem pochází z naleziště Paşalar v západní Anatolii, které je vůbec nejbohatší miocenní lokalitou Turecka.
Nález z Engelswies je zatím nejstarší a posouvá šíření hominoidů do Evropy až do doby před 16,5 - 17 miliony let. Na lokalitě však byla objevena jen jedna rozlomená stolička, a proto je její taxonomické určení značně nejisté. Nese ovšem jasné hominoidní znaky a nejblíže má právě k rodu Griphopithecus.

## Popis
Podle velikosti zubů byl Griphopithecus velký asi jako šimpanz. O celkové stavbě těla nelze říci téměř nic, protože jsou zatím nalézány převážně jen jednotlivé zuby, popřípadě zlomky horních a dolních čelistí.
Podle zachovaných částí postkraniální kostry byl Griphopithecus nespecializovaný stromový tvor, pohybující se po všech čtyřech končetinách podobně jako starší rody Proconsul či Afropithecus. V roce 2008 byly na lokalitě Paşalar v Turecku nalezeny články prstů druhu Griphopithecus alpani, které by mohly naznačovat částečný, avšak ne výlučný pohyb po zemi. Většinu času Griphopithecus zřejmě trávil stále ve větvích stromů. Nález také potvrdil dřívější předpoklady o kvadrupedním pohybu bez náznaků vzpřímenějšího postoje nebo šplhání a brachiace moderních lidoopů.
Zuby rodu Griphopithecus jsou oproti časně miocenním proconsulidům modernější a nesou kromě několika primitivních znaků i typické charakteristiky středně miocenních hominoidů. Patří mezi ně robustnější čelisti, širší a plošší hrbolky zubů i silnější sklovina, ukazující na potřebu silného žvýkání, mletí a drcení potravy. Podle mikroskopických stop, zanechaných na zubech, konzumoval Griphopithecus malé, tvrdé objekty.
Předpokládá se, že tyto úpravy chrupu souvisí s postupným vysušováním klimatu během miocénu a se zvyšováním rozdílů mezi ročními obdobími. Ačkoliv ve výživě mohlo stále převažovat měkké ovoce a mladé listy, během suchých etap roku se museli hominoidi uchylovat ke konzumaci tužší potravy, jako jsou ořechy, semena jehličnanů, hlízy a podobně.

## Fylogeneze
Nekompletnost nalézaných ostatků znesnadňuje identifikaci fylogenetických vazeb k vzácným africkým hominoidům středního miocénu i k eurasijským pozdně miocenním druhům.
Morfologicky je Griphopithecus příbuzný zejména k rodu Kenyapithecus a blízký je mu i Equatorius. Dosud není jisté, zda byl Griphopithecus původně africkým rodem, který zahájil expanzi hominoidů do Eurasie a nebo zda se jednalo o potomka starších afrických rodů (Afropithecus, Heliopithecus), který se vyvinul již v Evropě či v Asii a prostřednictvím svých potomků (Kenyapithecus) se vrátil zpět do Afriky.
Rod Griphopithecus je vzhledem k nedostatku nálezů jen s opatrností stavěn na počátek výrazné adaptivní radiace hominoidů v Eurasii. Je možné, že patří k vývojové linii orangutanů, může jít ale i o slepou vývojovou větev. Dokladem spojení a návaznosti afrických a eurasijských hominoidů může být identifikace ostatků rodu Kenyapithecus na turecké lokalitě Paşalar, nalezených společně s pozůstatky rodu Griphopithecus. Na jejich základě ovšem dosud nelze rozhodnout o konkrétní podobě vzájemného vztahu obou rodů.

## Členění
Rozeznává se několik druhů rodu Griphopithecus s pestrou taxonomickou historií:
- Griphopithecus darwini / Griphopithecus suessi je známý z lokalit Devínská Nová Ves – Sandberg, Kleinhadersdorf a snad i Engelswies. Tento typový druh rodu Griphopithecus byl popsán rozeznán v roce 1902 na základě nálezu dvou zubů, ovšem každý z nich byl připsán zvláštnímu druhu – Dryopithecus darwini a Griphopithecus suessi. Později byly oba zuby sloučeny pod názvem Sivapithecus darwini, než došlo k revizi a vzkříšení taxonu Griphopithecus.[13] Je obtížné rozhodnout, zda má podle taxonomických pravidel přednost druhové jméno darwini či suessi. Objevují se obě varianty, ale označení Griphopithecus darwini převažuje.[14] Do stejného druhu byly zařazeny také nálezy z Kleinhadersdorf, označené původně jako Austriacopithecus abeli a Austriacopithecus weinfurteri.[15]

- Griphopithecus alpani byl zachycen na lokalitách Paşalar a Çandir. Původně byl přiřazen ke staršímu druhu Griphopithecus darwini, v té době známým pod názvem Sivapithecus darwini.[16] Vytvoření samostatného druhu Sivapithecus alpani podle nálezu z Çandir bylo navrženo v roce 1974[17] a přeřazení do současného druhu Griphopithecus alpani v roce 1996.[13]

- Griphopithecus africanus je nejednoznačně přijímaný druh, navržený jako synonymum druhu Equatorius africanus.[6]